# لوسيو فاسكيز
لوسيو فاسكيز (بالإسبانية: Lucio Vásquez)‏ هو مصارع رياضي بيروفي، ولد في 9 فبراير 1973.

## وصلات خارجية
- لوسيو فاسكيز على موقع قاعدة بيانات المصارعة الدولية (الإنجليزية)
- لوسيو فاسكيز على موقع أوليمبيديا (الإنجليزية)